# Blockspfuhl Schöneiche

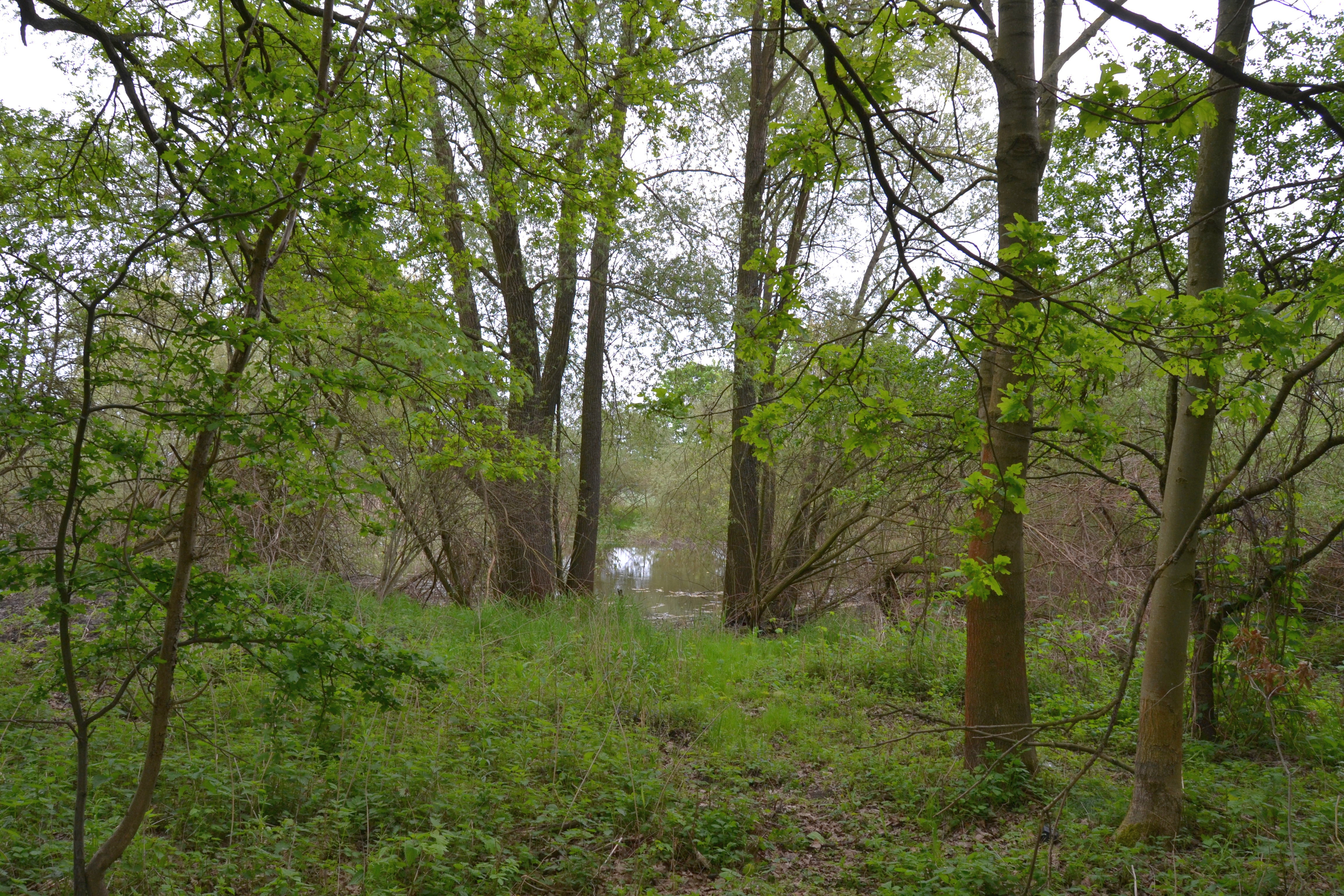
Der Blockspfuhl in seiner unmittelbaren Umgebung.

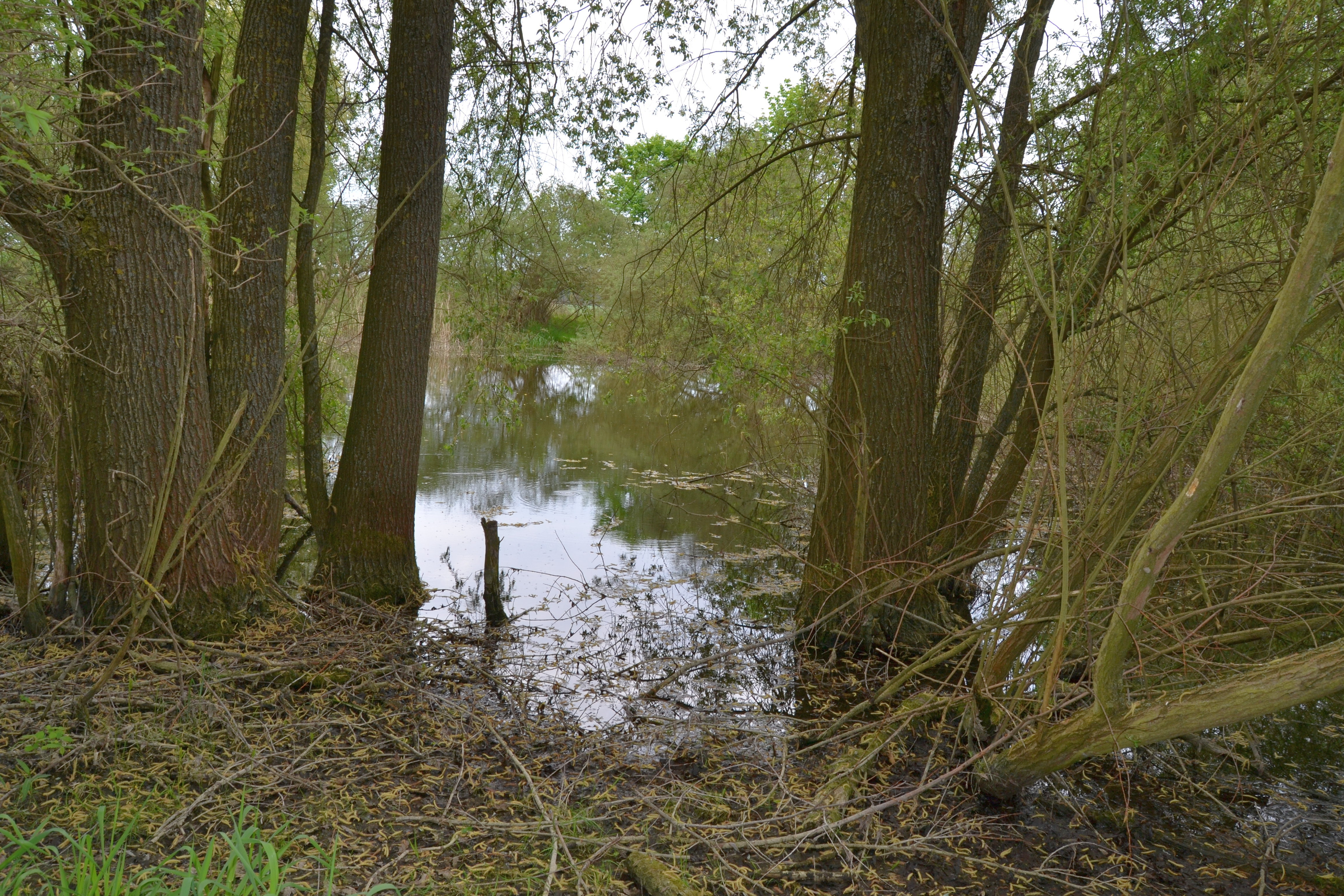
Uferregion des Blockspfuhl.

Der Blockspfuhl ist ein Söll in Schöneiche bei Berlin.
Der Blockspfuhl ist der nördlichste von einer zweistelligen Anzahl von kleinen Söllen und Teichen in Schöneiche. Er liegt rechts des Fredersdorfer Weges in der Feldmark. Wurde der Söll in früherer Zeit von der Stadt Berlin genutzt, um hier das geklärte Wasser ihrer bei Schöneiche gelegenen Rieselfelder zu sammeln, ist er heute wieder ein naturbelassenes Gewässer. Aufgrund des abgesenkten Grundwasserspiegels muss der Blockspfuhl allerdings mit Wasser aus dem Gewerbegebiet Schöneiche, das im Regenwasserrückhaltebecken im Gewerbegebiet Schöneiche gesammelt wird, gespeichert werden. Eine weitere Verbindung besteht über einen Graben zum unweit entlang fließenden Fredersdorfer Mühlenfließ. Auch für den nicht weit entfernten Espenpfuhl ist eine ähnliche Renaturierung angedacht.
Der von einem kleinen Wäldchen umgebene Blockspfuhl ist ein wichtiger Lebensraum für die Vögel und andere Tiere, vor allem Lurche, der Region. Regelmäßig brüten in dem ungestörten Biotop Stockenten, Rallen und Nachtigallen, manchmal auch Rohrsänger. Für Weißstorch, Kiebitz, Graureiher und Bussard ist die Gegend um den Pfuhl ein wichtiger Ort zur Nahrungssuche. Der Blockspfuhl ist ein Naturdenkmal.